# STS-99
STS-99 byla mise raketoplánu Endeavour. Celkem se jednalo o 97. misi raketoplánu do vesmíru a 14. pro Endeavour. Cílem mise byly experimenty Shuttle Radar Topography.

## Posádka
- Kevin R. Kregel (4), velitel
- Dominic L. Pudwill Gorie (2), pilot
- Gerhard P. J. Thiele (1), letový specialista 1, ESA
- Janet L. Kavandiová (2), letový specialista 2
- Janice E. Vossová (5), letový specialista 3
- Mamoru Móri (2), letový specialista 4, JAXA

V závorkách je uvedený celkový dosavadní počet letů do vesmíru včetně této mise.